# Glaucidium tephronotum
Mocho-pigmeu-de-peito-ruivo ou mochinho-de-peito-vermelho (Glaucidium tephronotum) é uma espécie de ave da família Strigidae. Pode ser encontrada nos Camarões, República Centro-Africana, República do Congo, República Democrática do Congo, Costa do Marfim, Guiné Equatorial, Gabão, Gana, Guiné, Quênia, Libéria, Ruanda, Serra Leoa e Uganda.